# Incursión Doolittle

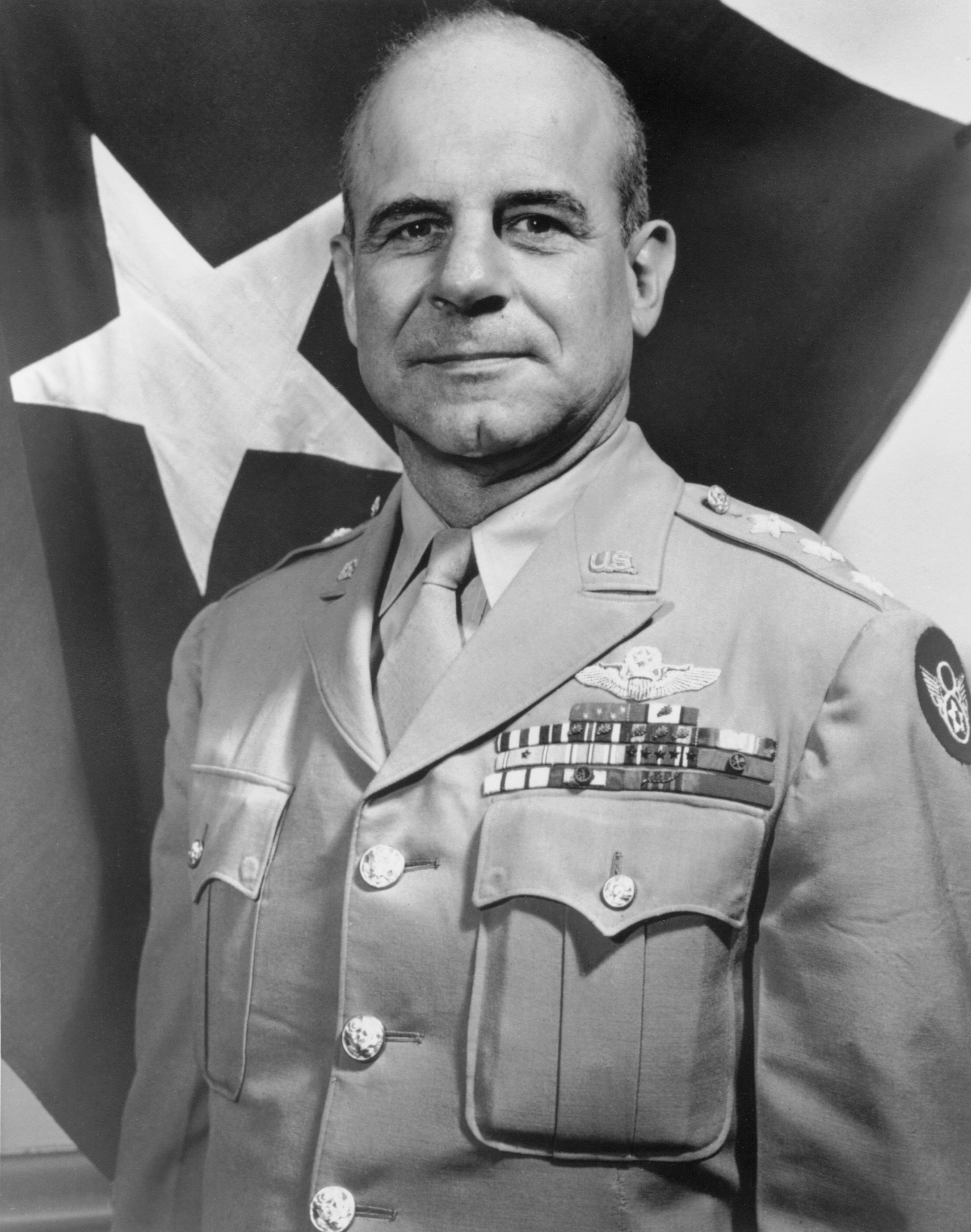
El teniente coronel James H. Doolittle.

La Incursión Doolittle realizada el 18 de abril de 1942, fue el primer bombardeo aéreo estadounidense sobre territorio japonés durante la Segunda Guerra Mundial. La operación es conocida también como el raid de Doolittle, la Operación Doolittle o el raid sobre Tokio. Fue realizada por 80 combatientes liderados por el teniente coronel James H. Doolittle, distribuidos en dieciséis aviones, cada uno de ellos tripulados por cinco personas. La operación fue lanzada apenas cuatro meses después del ataque a Pearl Harbor, cuando Estados Unidos no tenía aún la capacidad de acercarse a Japón. Los dieciséis aviones debieron despegar desde el portaviones USS Hornet a 1100 km de Tokio, sabiendo que el combustible no sería suficiente para garantizar el aterrizaje en territorio seguro. Luego de bombardear Tokio el escuadrón buscó aterrizar en China, salvo uno que aterrizó en la Unión Soviética. Tres tripulantes murieron cuando intentaban aterrizar y ocho fueron capturados por los japoneses, que fusilaron a tres de ellos. Uno murió en cautiverio. Sesenta y cuatro aviadores fueron amparados por la guerrilla china y pudieron salvar sus vidas. Los cinco aviadores que aterrizaron en la Unión Soviética permanecieron detenidos en ese país durante trece meses, hasta que un oficial soviético facilitó su escape hacia Persia. Alrededor de 250.000 chinos fueron asesinados por los japoneses por dar amparo a los aviadores estadounidenses.

## La gestación de la incursión y sus objetivos
Después del ataque a Pearl Harbor, el 7 de diciembre de 1941, Roosevelt impulsó la idea de darle a Japón un golpe aunque fuera pequeño como una forma de hacer sentir al enemigo que ya no estaba seguro en su casa.
El general George C. Marshall y su Estado Mayor Conjunto buscaron el plan que fuese la mejor alternativa para realizar esta iniciativa, lo cual resultaba en ese momento tremendamente difícil dado los escasos medios con que Estados Unidos contaba después del 7 de diciembre de 1941 en el área del Pacífico. Cualquier iniciativa implicaría arriesgar los únicos portaaviones con que contaban los Estados Unidos, que eran cinco en ese momento; por tanto, el plan debía ser muy bien elaborado y analizado.
La idea del plan vino de un oficial del arma de submarinos llamado Francis S. Low, el cual había visto que era factible operar con bombarderos embarcados en portaaviones; si estos portaaviones podían acercarse al Japón y enviar los bombarderos para un ataque aéreo sobre objetivos exclusivamente militares, se podría cumplir la misión.
Se seleccionó al USS Hornet como plataforma de lanzamiento. Obviamente la cubierta de despegue no estaba diseñada para lanzar bombarderos; por lo tanto había que determinar el tipo de aparato que realizara la misión y también, a quién encargársela.

## La gestión de Doolittle
El general Arnold seleccionó al teniente coronel James H. Doolittle como el director de la operación. Doolittle era un experimentado aviador y pionero en campos de la aviación de exploración. Este seleccionó al bombardero B-25 Mitchell, un bombardero medio, bien armado que podía despegar del USS Hornet si la tripulación era bien entrenada.
Doolittle definió que el objetivo de la misión era acercarse con los portaaviones a 600 kilómetros de la costa japonesa y bombardear el centro industrial nipón con sus 18 B-25 modificados. Cada avión llevaría 4 bombas de 250 kilogramos de alto poder explosivo. El despegue se haría al atardecer para volar sobre el territorio enemigo al amanecer, a plena luz del día. Unos radio-guías situados en territorio ruso guiarían a los bombarderos hacia bases chinas y rusas, ya que no volverían al portaaviones. Una vez lanzados los aviones, la flota retornaría a sus bases lo más rápido posible.

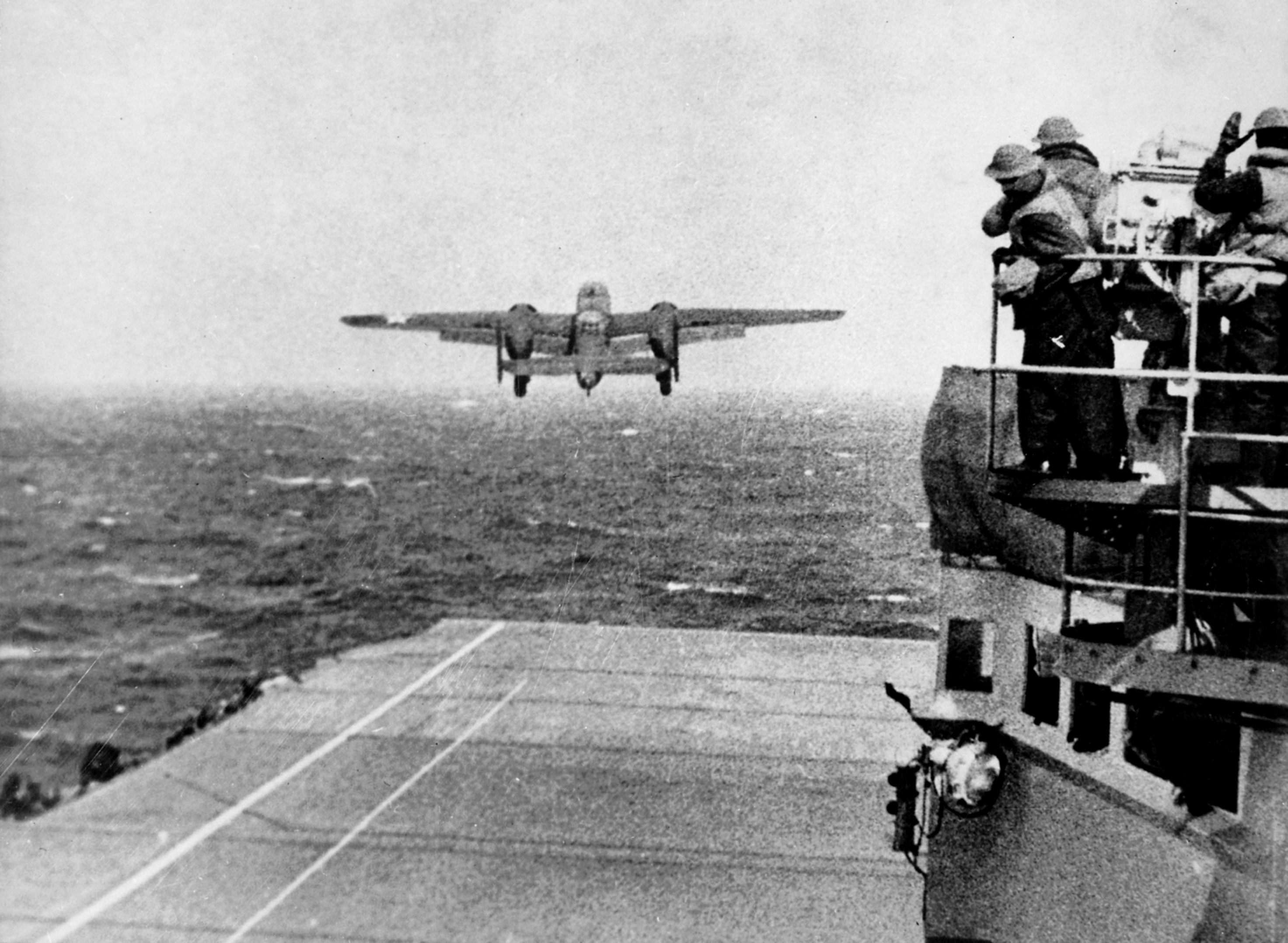
B-25 despegando del USS Hornet.

La misión fue calificada como altamente peligrosa con una estimación de bajas del 50%. A raíz de que el desarrollo de la guerra entre Alemania y la U.R.S.S iba mal para esta última, Stalin a última hora rehusó prestar sus bases para dicha incursión, pues no quería abrir dos frentes en su territorio o dar pie a que Japón le invadiera. Solo quedaron los territorios chinos como alternativa. Esto extendía la duración de la incursión hasta agotar los depósitos de combustible; por tanto hubo que modificar los B-25 desproveyéndolos de blindaje, armas y cualquier objeto inútil para la misión, dándoles el carácter de desechables.

## El entrenamiento y la preparación de la incursión
El B-25 Mitchell era el único bombardero capaz de despegar de un portaaviones, el comandante del USS Hornet, James Duncan, se unió al equipo para asistir a Doolittle en el entrenamiento de las tripulaciones escogidas.

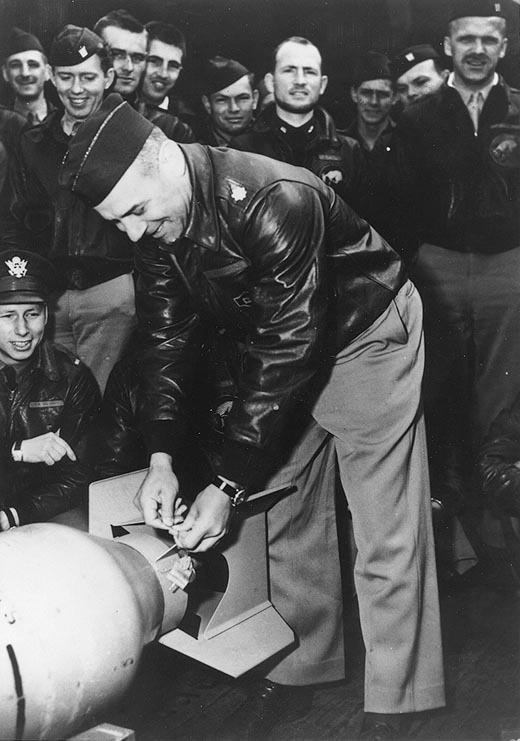
El mayor Doolittle amarra unas medallas japonesas en una bomba, sobre la cubierta de vuelo del USS Hornet.

El USS Hornet y las tripulaciones que se escogieron se trasladaron a la base naval de Norfolk (Virginia) para empezar un intenso entrenamiento de aterrizajes y despegues desde una cada vez más corta pista de lanzamiento, para ello hubo que aligerar aún más los aviones hasta el extremo de sólo dejar la ametralladora de proa, los despegues se hacían con carga de 5 hombres, vituallas, combustible y bombas. También se realizaron intensos entrenamientos de bombardeo a baja altitud.
Después de un intenso entrenamiento con 24 aparatos, sólo se escogieron 16 tripulaciones para participar en la Incursión. Sobre la cubierta del USS Hornet se embarcaron 80 hombres y sus aparatos.
El 2 de abril de 1942, el USS Hornet junto con su escolta y los B-25, zarparon desde Alameda en California rumbo a Japón. En algún punto en el Pacífico norte se les unió desde Pearl Harbor el USS Enterprise. La flota estaba al mando del almirante Halsey.

## El acercamiento
El viaje transcurrió entre mar gruesa, niebla y lluvia, en un estado de máxima alerta y con exploración continua proporcionada por el USS Enterprise y sus radares. Si la flota era descubierta antes de alcanzar el punto de lanzamiento, la misión se abortaría. Mientras transcurría el viaje, a los miembros participantes se les dieron clases de chino básico y además efectuaron ejercicios físicos.
Lo que los estadounidenses desconocían es que Isoroku Yamamoto, almirante de la Armada Imperial Japonesa, ya estaba enterado de que era muy probable un ataque de portaaviones sobre Japón y se estaba preparando al respecto. Yamamoto, a falta de radar, había dispuesto un perímetro defensivo alrededor del Japón, previendo un ataque por sorpresa. Este anillo se sostenía utilizando cruceros auxiliares y pequeñas embarcaciones pesqueras armadas, de gran autonomía, que recorrían diariamente el perímetro entre 1000 y 1600 kilómetros de la costa del Japón.
En la mañana del 18 de abril, los radares del USS Enterprise señalaron dos pequeños barcos a proa, estaban a 1250 km de la costa, el punto de lanzamiento era a 900 kilómetros. Halsey realizó maniobras evasivas y logró pasar a través de esas dos naves aprovechando que era un día nublado y oscuro.

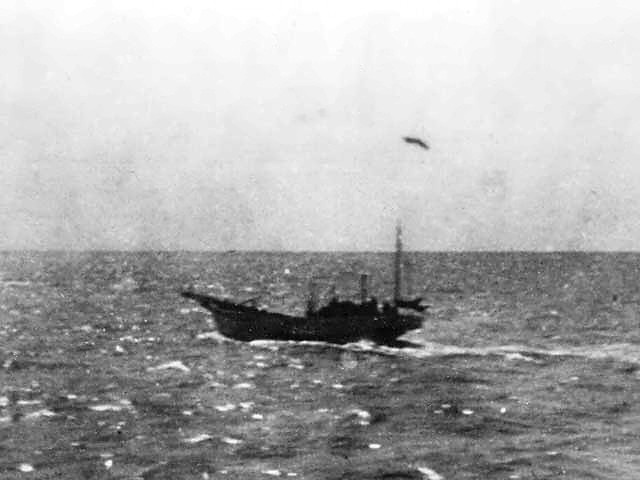
El patrullero japonés Nitto Maru antes de ser hundido por los estadounidenses.

Sin embargo, a las 7:30 se hizo presente en los radares la silueta de un barco patrulla, el Nitto Maru. Era un pesquero armado con una ametralladora pesada y divisó a la formación enemiga. Pronto estuvo en el horizonte; el crucero USS Nashville disparó una salva artillera pero el barco japonés cambió rápidamente de curso. 5 bombarderos de picado despegaron del USS Enterprise, el patrullero se defendió con su ametralladora mientras radiaba a la 5.ª flota la postrer advertencia de dos portaaviones enemigos a la vista. El Nitto Maru fue cañoneado (se usaron casi 900 proyectiles) y bombardeado, recibió un impacto directo y se hundió alrededor de las 8:20 con total perdida de vidas. Otras unidades similares fueron hundidas en el perímetro de las naves estadounidenses.
Yamamoto supo la noticia casi en el momento y ordenó a la flota de Kondo zarpar de inmediato. Además ordenó a la 5.ª División de Portaaviones dirigirse a la zona y el despegue de aviones de exploración de largo alcance.
Los estadounidenses se encontraron en un dilema, ya que faltaban aún nueve horas de navegación para alcanzar el punto de lanzamiento y ya habían sido sorprendidos, estaban a 1100 kilómetros de las costas del Japón: o abortaban la misión o lanzaban los bombarderos. Duncan y Doolittle decidieron lanzar en ese momento los aviones. Siendo las 8:10, los preparativos de despegue fueron frenéticos, las tripulaciones aligeraron el peso de sus aeroplanos, ocuparon sus puestos y encendieron motores, se cargaron apresuradamente los bidones de combustible y se dispusieron para el despegue.
Uno a uno los bimotores aceleraron a máxima potencia y despegaron de la cubierta de 130 m, el despegue se saldó con algunos incidentes. Uno de ellos fue protagonizado por el bombardero n.º 16; un operario de la pista se acercó demasiado a una de las hélices y le amputó un brazo. Este avión tendría un fatal destino. El n.º 5 no cargó todo su combustible y, al momento de realizar la misión, la tripulación se vio apremiada por salir con vida y a salvo. Doolittle iba en el primer aparato, al frente de sus hombres.

## La incursión
Los 16 B-25 una vez despegados volaron inmediatamente a su destino. Sin esperar hacer formación descendieron a una altura de vuelo rasante y se dispusieron para un bombardeo a plena luz del día. 
Los buques estadounidenses inmediatamente dieron media vuelta y llegaron a Pearl Harbor a la máxima velocidad de crucero. 
A Doolittle les esperaban casi 5 horas de tenso vuelo, manteniendo silencio de radio y usando el código morse. La inteligencia estadounidense fue dirigiendo la incursión.
Casi 40 minutos después del despegue, un avión de exploración japonés detectó a la formación de B-25 y radió un urgente mensaje a Tokio informando de la presencia de un grupo de bombarderos dirigiéndose al área de Tokio.
La inteligencia japonesa no dio crédito al reporte del avión de exploración y desechó torpemente la información.
Al acercarse a la costa japonesa Doolittle distribuyó sus aviones: nueve fueron destinados a Tokio, tres a Kanagawa, Yokohama y los últimos tres a Nagoya, Osaka y Yokosuka. La sorpresa era total para los japoneses.

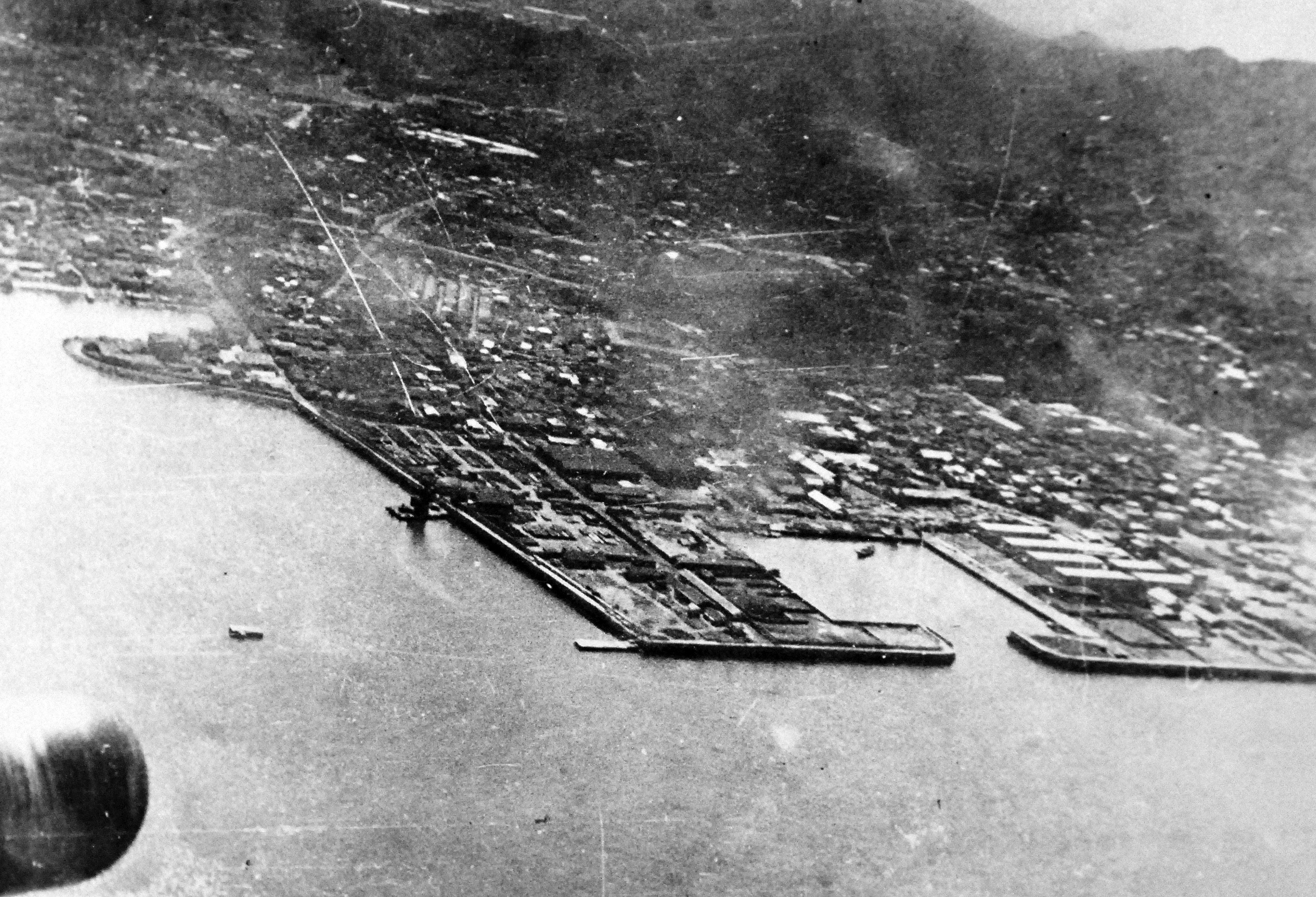
La base naval de Yokosuka vista desde un B-25 durante la incursión.

Doolittle y sus 8 bombarderos aparecieron sobre Tokio distribuidos en tres columnas, al norte, al centro y al sur de la urbe, el día estaba seminuboso pero la visibilidad era adecuada para bombardeo visual.
La formación estadounidense remontó sobre los 300 m de altitud y a las 12:45 comenzó a bombardear con bombas incendiarias los objetivos industriales. Luego se alejaron en distintas direcciones para confundir al enemigo, no sin antes recibir un débil y poco eficaz fuego antiaéreo que aunque dañó un par de aparatos no consiguió derribar ninguno.
Los otros objetivos fueron certeramente bombardeados. En Yokohama, uno de los B-25 casi alcanzó con sus bombas al submarino portaaviones I-25, que meses después operaría en la costa de Oregón, protagonizando el primer bombardeo sobre territorio estadounidense.
Cuando Yamamoto supo del bombardeo no podía dar crédito a las noticias, el impacto fue enorme. Al analizar los mensajes del Nitto Maru, del avión de exploración y la dirección de los enemigos, todo parecía indicar que estos bombarderos habían despegado desde los portaaviones. Luego supo que los atacantes se dirigían hacia el sur de Japón.
Yamamoto pensó que los aviones atacantes ahora identificados como B-25 Mitchell, no podían haber despegado de portaaviones o si lo habían hecho, estos no podrían volver por la imposibilidad de retomarlos. Por tanto o era una misión suicida desesperada o los estadounidenses planeaban recuperar a sus tripulaciones en algún punto cercano a la costa japonesa.
Más tarde recibió noticias que se habían divisado aparatos en la parte más meridional de China, en Nanchang, ocupada por los japoneses.

## El desenlace de la incursión
Cumplidas las misiones particulares, los aparatos se reunieron en algún punto cerca de la isla Kyushu. Cuando se encendieron los radioguías no captaron señal alguna de los radiofaros. La razón era que el avión estadounidense que los transportaba fue detenido en territorio soviético por orden expresa de Stalin. Ahora, Doolittle tenía que seguir sus cartas de navegación y encontrar por sí mismo donde aterrizar. Eran otras 5 h más de vuelo, empeorado por un viento en contra que hizo reducir peligrosamente las existencias de combustible, por el mayor consumo.

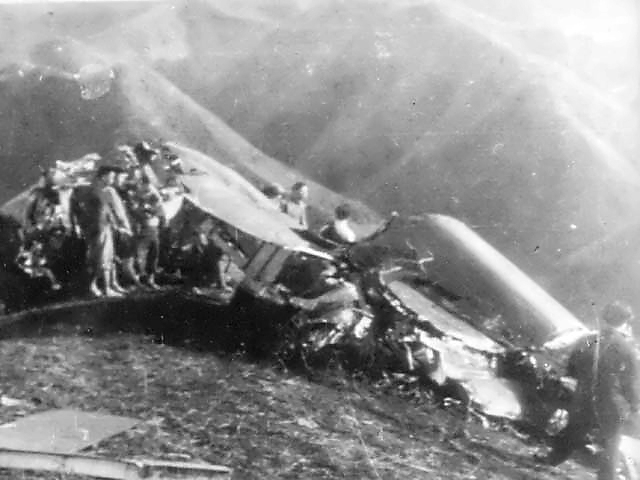
Restos del B-25 de Doolittle en las montañas chinas.

Muchos de los aparatos alcanzaron la costa este de China, cerca de Chunwog y Chuchuan, casi al borde de sus reservas de combustible. El avión n.º 6 cayó al mar y dos de sus tripulantes se ahogaron (Dieter y Fitzmaurice) y tres lograron salvarse, pero fueron capturados por los japoneses. En total ocho tripulantes fueron capturados por los japoneses y llevados a Japón donde tres de ellos fueron ejecutados (Hallmark, Farrow y Spatz) y uno murió de disentería (Meder). Doolittle y su tripulación cayeron en un arrozal chino en territorio ocupado por los japoneses, pero fueron rescatados por guerrilleros chinos. El historiador James M. Scott ha estimado que unos 250.000 chinos fueron asesinados por los japoneses por ayudar a los pilotos estadounidenses.
Uno de los aviones, el n.º 8, comandado por Edward J. York, aterrizó en un campo cercano a Vladivostok, en la Unión Soviética, que por entonces estaba siendo invadida por Alemania en el frente occidental y había evitado entrar en guerra con Japón, para no dividir sus fuerzas. La tripulación del avión 8 fue detenida por los soviéticos durante trece meses, hasta que un oficial soviético facilitó su fuga hacia Persia. Debido al hecho de que el capitán York y su copiloto Robert G. Emmens, hablaban ruso fluidamente, que el avión 8 fue incorporado a la Operación Doolittle a último momento y otras evidencias complementarias, existen sospechas de que el aterrizaje en territorio soviético fue parte de una operación secreta con el fin de obtener información sobre la posibilidad de utilizar territorio soviético para realizar misiones aéreas contra Japón. En los últimos años de la guerra, 250 pilotos estadounidenses buscaron refugio en la Unión Soviética.
De regreso a Estados Unidos, Doolittle fue ascendido a general.

## Resultados
La primera y más importante consecuencia de la incursión de Doolittle fue netamente psicológica. Otra de ellas fue la firme resolución de apoyar el plan de ataque a Midway por parte de los contrarios a dicho plan, elaborado por el Estado Mayor de Yamamoto.

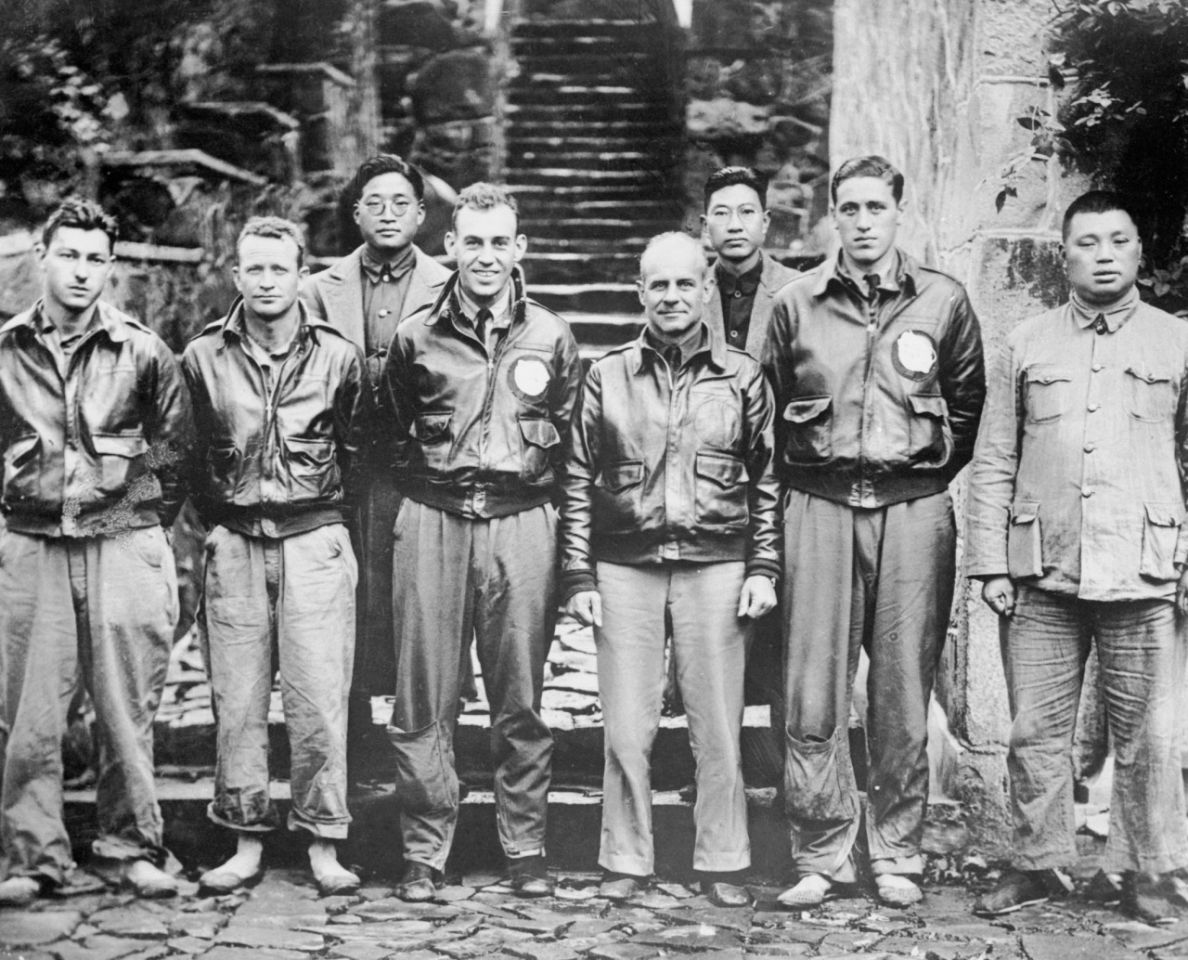
Doolittle y su tripulación superviviente en China.

Los resultados directos del bombardeo en territorio japonés sumaron 50 muertos, 250 heridos y 90 edificios destruidos, además de bodegas, fábricas y tanques de gas. El daño infligido al enemigo por parte de los estadounidenses fue clasificado como mínimo.
Ocho aviadores fueron hechos prisioneros por los japoneses y, se les obligó a firmar confesiones de crímenes contra civiles. Tres de ellos serían ejecutados y uno más murió de privaciones.
Tres hombres más murieron a consecuencia de las heridas recibidas por los amerizajes o aterrizajes. En total: 11 hombres perdidos, todos los aparatos perdidos y 5 hombres prisioneros de los rusos (escaparon más tarde).
La incursión fue considerada, de todos modos, un éxito por parte de los estadounidenses y por el lado japonés como una operación sin trascendencia.

## Cultura popular

### Cine
- En 1944 se estrena El corazón púrpura, dirigida por Lewis Milestone, con Dana Andrews como protagonista principal, que narra el juicio a que son sometidos los ocho pilitos estadounidenses capturados por los japoneses, tres de los cuales fueron condenados a muerte y ejecutados.
- La Incursión Doolittle fue el tema de la película de 1944 Treinta segundos sobre Tokio, basada en el libro del mismo título de Ted Lawson, que fue gravemente herido al estrellarse con su avión en la costa de China. Spencer Tracy representó el papel de Doolittle, y Van Johnson representó a Lawson. Partes de esta película se usaron posteriormente para las escenas iniciales de Midway, y en la miniserie de televisión War and Remembrance, de 1988.
- La película de 2001 Pearl Harbor, con Alec Baldwin interpretando a Doolittle, ofreció una versión muy ficticia de la Incursión Doolittle. La película utilizó un portaaviones retirado de la Segunda Guerra Mundial, el USS Lexington en Corpus Christi, Texas, para reemplazar a un portaaviones japonés, mientras que los aviones fueron lanzados desde el USS Constelation, reemplazando al USS Hornet, desde donde se lanzó la Incursión. La descripción en la película de la planificación de la incursión aérea en sí de las secuelas de la misma no es históricamente precisa.
- La Incursión Doolittle también se llevó al cine en la película Midway (2019), con el actor Aaron Eckhart interpretando a Doolittle.